# Totie Fields
Totie Fields (7 de mayo de 1930 – 2 de agosto de 1978) fue una comediante estadounidense. Su nombre real fue Sophie Feldman, y nació en Hartford, Connecticut. Empezó su carrera como cantante en algunos clubes de la ciudad de Boston, donde adquirió el nombre artístico de Totie Fields. "Totie" era un sobrenombre de la infancia. Su primera gran oportunidad de saltar a la fama se dio cuando Ed Sullivan la llevó a su programa. También hizo apariciones en los programas The Mike Douglas Show y The Merv Griffin Show. En 1972 escribió un libro de comedia titulado I Think I'll Start on Monday: The Official 8½ Oz. Mashed Potato Diet.
En 1977 fue diagnosticada con cáncer de mama. El 2 de agosto de 1978 sufrió una embolia pulmonar que terminó con su vida.